# Will Turner

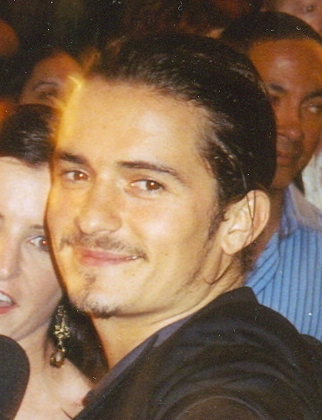
Orlando Bloom, odtwórca roli Willa Turnera

Will Turner (William Turner junior) – fikcyjna postać pojawiająca się w filmach Disneya z serii Piraci z Karaibów: Klątwa Czarnej Perły (2003) Piraci z Karaibów: Skrzynia umarlaka (2006),Piraci z Karaibów: Na krańcu świata (2007) oraz Piraci z Karaibów: Zemsta Salazara (2017), grany przez Orlando Blooma. Jest synem pirata Billa Turnera oraz narzeczonym i późniejszym mężem Elizabeth Swann.

## Historia

### Will Turner w pierwszej części Piratów
Will, pracował u pewnego kowala jako czeladnik. Był bez pamięci zakochany w Elizabeth Swann, córce gubernatora. Kiedyś podczas rejsu, załoga statku z młodą Swann na pokładzie, zauważyła dziecko w wodzie. Okazało się, że był to właśnie Will. Od tamtego czasu młody panicz Turner, żył w Port Royal. Po wykonaniu jednego ze zleceń, Turner wrócił, do kuźni i zastał w niej pirata imieniem Jack Sparrow. Jako że korsarz groził pannie Swann, pomiędzy mężczyznami wywiązała się walka. Sparrow pokonał Williama, lecz sam został ogłuszony butelką po rumie, przez mistrza Turnera, pana Browna. Komodor Norrington aresztował pirata. Podczas napadu piratów „Czarnej Perły” na Port Royal zostaje uprowadzona Elizabeth. Will jest sfrustrowany. Próbuje nakłonić Norringtona i gubernatora, by ruszyli w pościg za pirackim statkiem. Po ich odmowie sprzymierza się ze Sparrowem. Ten mówi mu, że jego ojciec nie był marynarzem, lecz piratem. Razem płyną na Isla de Muerta, by wyzwolić Elizabeth, którą piraci wzięli za córkę Billa „Rzemyka” Turnera. Na wyspie Will, orientuje się, że Sparrow chce go przechytrzyć. Ogłusza go i ratuje Elizabeth. Na okręcie uprowadzonym przez Sparrowa, Elizabeth, daje mu do zrozumienia, że to jego krwi potrzebują piraci by zdjąć ciążącą na nich klątwę. „Czarna Perła” dogania Gibbsa z załogą. Dochodzi do bitwy. „Ścigacz” zostaje zatopiony, a Will cudem unika śmierci. Próbuje uwolnić Elizabeth i załogę z rąk Barbossy, lecz ten nie wywiązuje się z obietnicy. Piraci zabierają Willa na Isla de Muerta, chcąc ściągnąć klątwę. Na wyspie nieoczekiwanie zjawia się Jack Sparrow i informuje Barbossę o tym, że „Śmiałek” czeka na niego. Ten, bojąc się o swoje życie, odkłada zdjęcie klątwy. Podczas gdy piraci „Czarnej Perły” walczą ze „Śmiałkiem”, Sparrow uwalnia Turnera i zaczyna walkę z Barbossą. William ściąga klątwę z piratów. Sparrow uśmierca Barbossę. Sparrow za piractwo zostaje skazany na śmierć, lecz przy pomocy Willa i Elizabeth udaje mu się uciec.

### Will Turner w drugiej części Piratów
William i Elizabeth są skazani na śmierć za pomoc piratowi. Zostają uwięzieni. Lord Beckett obiecuje, że jeśli Turner dostarczy mu busolę Jacka Sparrowa, ułaskawi ich. Will niezwłocznie rusza na poszukiwanie pirata. Odnajduje go na wyspie zamieszkanej przez kanibalów. Okazuje się, że tubylcy uważają Sparrowa za bóstwo w cielesnej postaci i chcą go niebawem uwolnić ze swego ciała. Turner zostaje zamknięty w klatce razem z Gibbsem i resztą załogi „Czarnej Perły”. Udaje mu się uciec na statek a po brawurowej ucieczce dołącza do niego Sparrow. Pirat obiecuje Williamowi, że jeśli ten zdobędzie klucz do skrzyni Davy’ego Jonesa, odda mu swoją busolę. Po wizycie u czarownicy, załoga i Turner dowiadują się, że Sparrowa ściga Kraken, bestia Davy’ego Jonesa. Niezrażony tą informacją Will rusza na „Latającego Holendra”. Tam po raz pierwszy spotyka po latach swojego ojca. Dowiaduje się, że ten musi spłacić dług zaciągnięty u kapitana „Latającego Holendra”. Zdobywa klucz do skrzyni z sercem i przy pomocy ojca ucieka ze statku. Dociera na wyspę, na której Davy Jones zakopał skrzynię. Okazuje się, że nie jest na niej sam. Sparrow i Elizabeth również tam przybyli. Will chce przebić serce, by uwolnić ojca, lecz Jack, w obawie przed Krakenem, zabrania mu. Komodor Norrington, obecnie służący na Perle, chce zdobyć serce, by zyskać uznanie w oczach Becketa. Pomiędzy tą trójką wywiązuje się walka. Sparrow zdobywa serce i ukrywa je w słoju z piachem. Norrington zauważa to i sam je przejmuje. Ludzie Davy’ego Jonesa sądząc, że odzyskali serce (w rzeczywistości była to sama skrzynia), wracają na statek. Sparrow myśląc, że ma w posiadaniu serce Davy’ego Jonesa, szydzi sobie z kapitana „Latającego Holendra”. Słój się rozbija i Jack na własne oczy się przekonuje, że oprócz piasku nic w nim nie ma. „Czarna Perła” ucieka przed „Holendrem”. Davy Jones nakazuje przebudzenie Krakena. Will, mając doświadczenie z potworem, obmyśla plan odparcia jego ataku. Udaje się. Elizabeth w obawie o życie załogi przykuwa Sparrowa do tonącej „Perły”. Sama ucieka. Kraken pożera Sparrowa. Załoga udaje się do Tia Dalmy, która wskrzesiła Barbossę.

### Will Turner w trzeciej części Piratów
Will myśli, że Elizabeth zakochała się w Jacku Sparrowie. Pod osłoną nocy próbuje wykraść mapy morskie ze świątyni stryja Sao Fenga. Nie udaje się. Zostaje złapany. W łaźni, po ostrej wymianie zdań, dochodzi do walki. William i inni uciekają. Młody Turner zawiera z Sao Fengiem układ. Chce aby ten pomógł mu przejąć „Czarną Perłę” – dla ratowania ojca. Feng zgadza się. Daje mu okręt i ludzi, aby udał się do luku Davy’ego Jonesa i uratował Sparrowa. Po licznych przygodach Will wraz z Barbossą, Jackiem, Elizabeth i załogą wraca z krainy śmierci. Podczas nieobecności Sparrowa i Barbossy na okręcie wznieca bunt. Okazuje się, że sam został przechytrzony przez Sao Fenga. „Czarna Perła” dostaje się w ręce Kompanii Wschodnioindyjskiej. Barbossa i Sparrow uciekają Becketowi. Rozkazują uwięzienie Williama. Ten się wyswobadza i zaczyna dawać sygnały Becketowi, gdzie ma płynąć. Sparrow wyrzuca go za burtę. Dostaje się na pokład okrętu Lorda Becketa. Zawiera z nim układ. Oddaje mu busolę Jacka. Tymczasem Jack, Barbossa i Elizabeth płyną na trybunał braci. Sao Feng nie żyje, a Elizabeth została nowym kapitanem „Cesarzowej”. Trybunał wybiera ją na króla piratów. Elizabeth, mając władzę nad piratami, wypowiada wojnę Kompanii. Tymczasem Barbossa uwalnia Kalipso. Dochodzi do ogromnej morskiej bitwy pomiędzy „Czarną Perłą” a „Latającym Holendrem”. W jej trakcie Barbossa udziela ślubu Willowi i Elizabeth. Davy Jones zabija Willa, jednak Jack sprawia, że ten przebija serce kapitana „Latającego Holendra”. Willowi zostaje wycięte serce, a on sam staje się nowym kapitanem „Holendra”. Po tych wydarzeniach, wspólnie z „Czarną Perłą” pod dowództwem Jacka Sparrowa, niszczą okręt Kompanii, zabijając Becketta. Od tej pory Turner na lądzie może spędzić tylko jeden dzień na dziesięć lat morskiej żeglugi. Jego obowiązkiem jest przewożenie dusz ludzi, którzy zginęli na morzu, do krainy śmierci.

### Will Turner w czwartej części Piratów
Will Turner, nie występuje w „Piratach z Karaibów: Na nieznanych wodach”, podobnie jak jego żona.